# Giulio Clovio

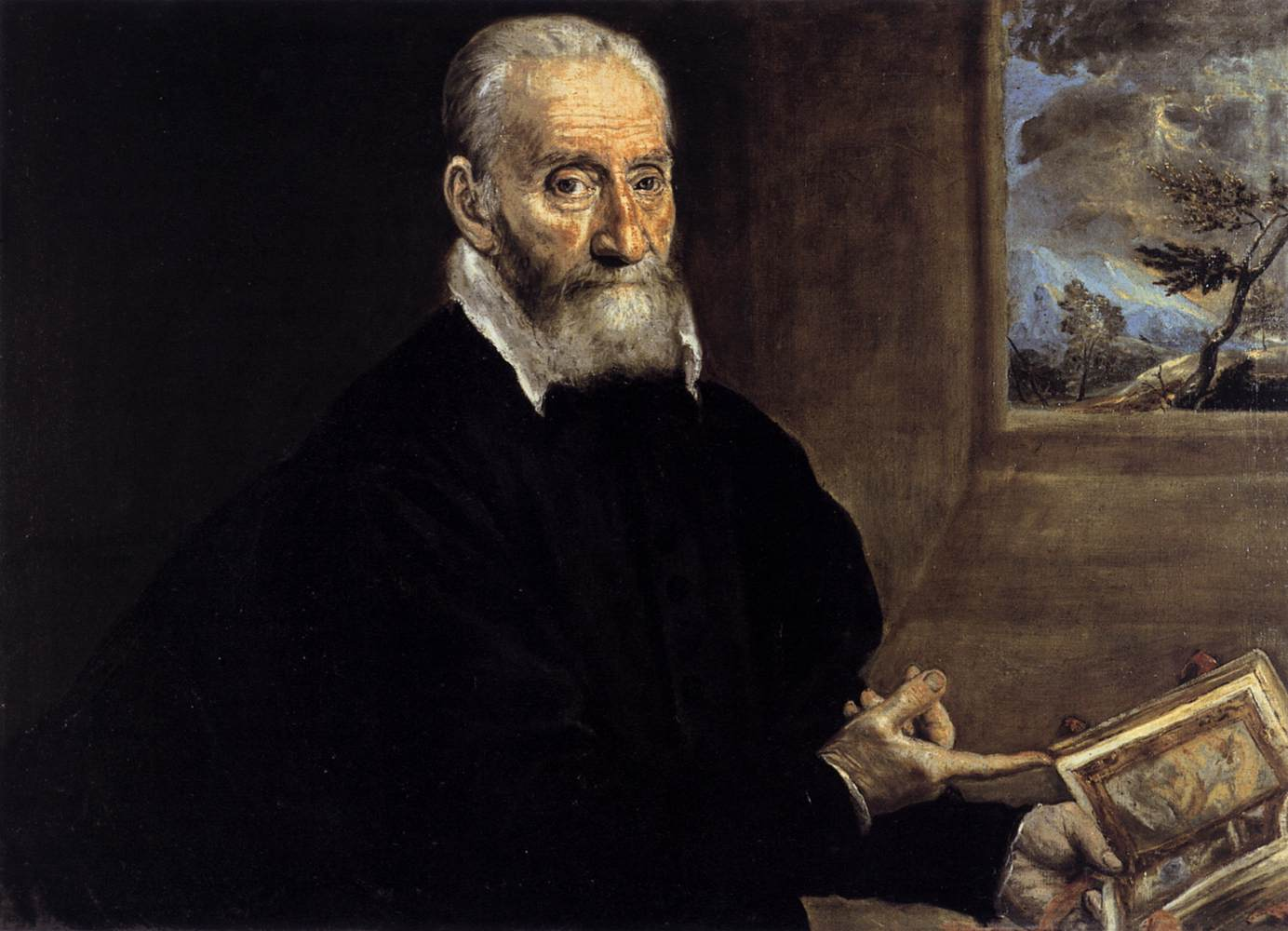
Giulio Clovio zeigt auf das Farnese-Stundenbuch, El Greco, 1571

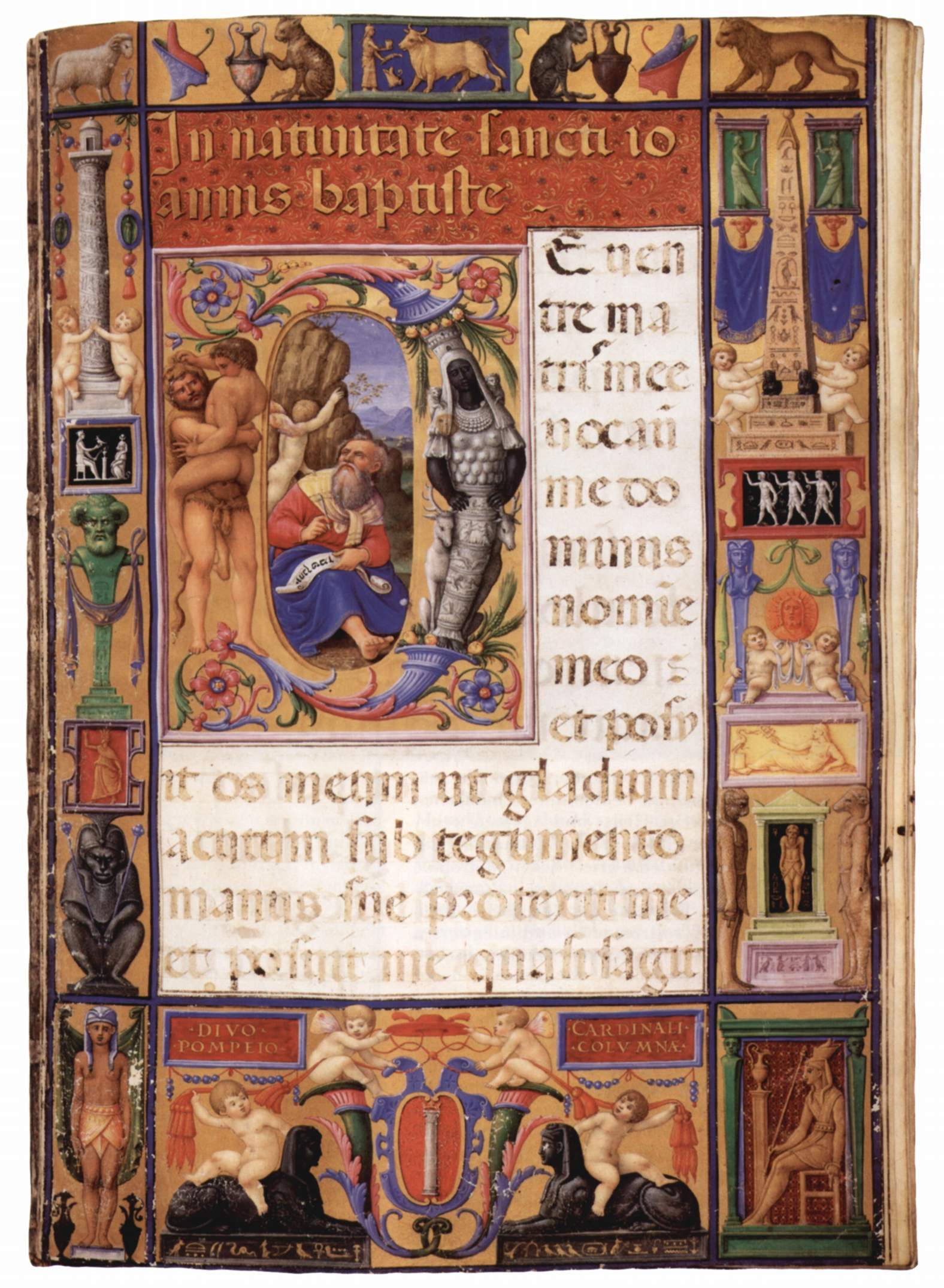
Clovio: Colonna-Missale, Berufung des Johannes, 1532

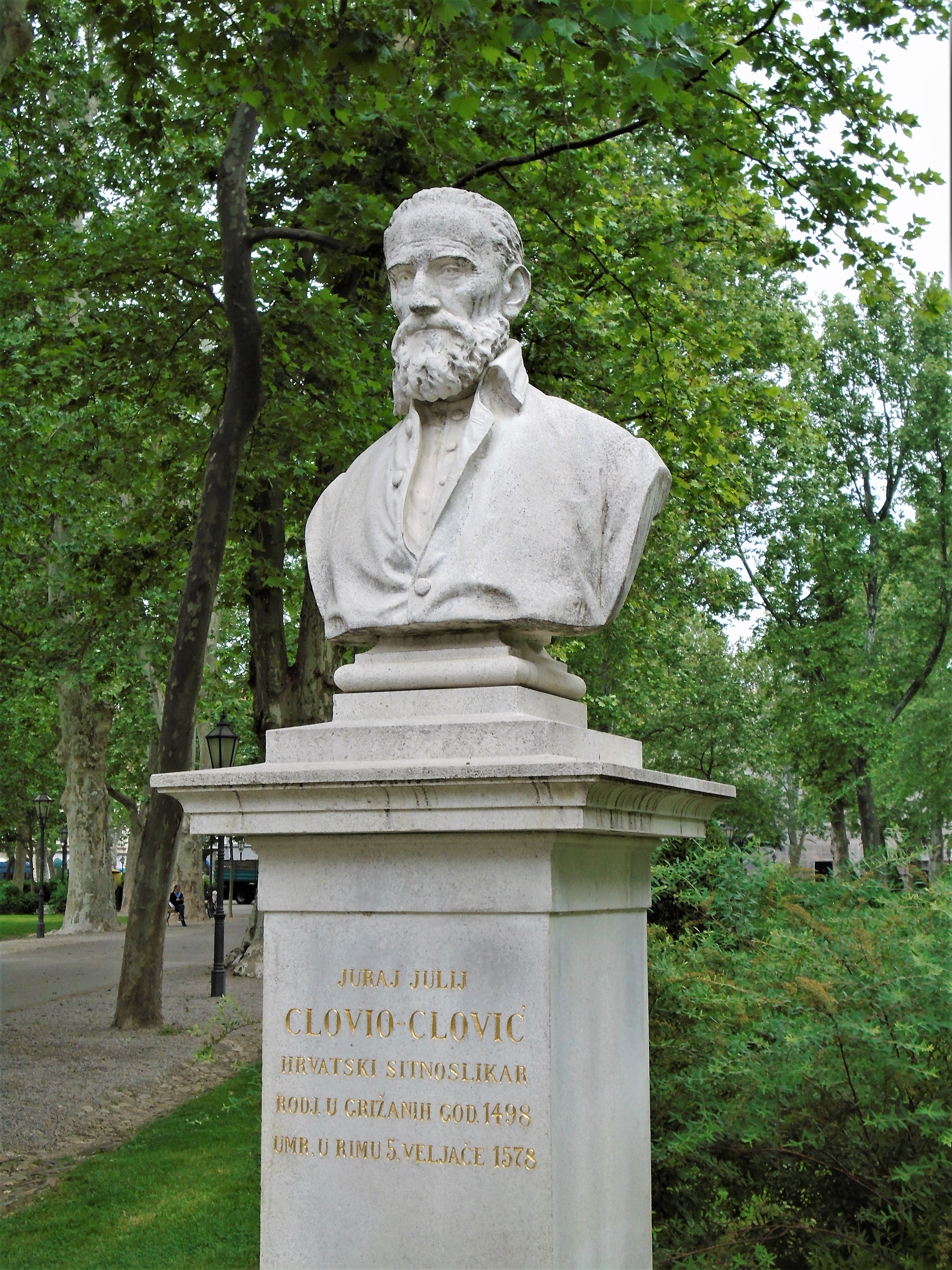
Büste von Clovio/Klović in Zagreb

Giulio Clovio (* 1498 in Grižane bei Crikvenica; † 5. Januar 1578 in Rom) war ein bedeutender italienischer Miniaturenmaler.

## Name
Der Vorname Giulio ist ein Mönchsname, den er sich 1528 zulegte, zuvor hatte er den Vornamen Giorgio getragen. Sein Name ist in italienischer (Giorgio Giulio Clovio) und in lateinischer Form (Georgius Iulius Clovius) überliefert. Er signierte auch, auf seine südslawische Herkunft bezugnehmend, als Crovatinus, Illiricus, Macedonus usw.; eine südslawische Form seines Namens ist jedoch nicht überliefert. Im heutigen Kroatischen ist überwiegend die kroatisierte Namensform Juraj Julije Klović üblich, es treten jedoch auch andere rekonstruierte südslawische Namensformen auf (Vorname auch Jure; Nachname auch Klovič, Glavičić, Glovičić).

## Leben
Clovio wurde in Grižane bei Crikvenica in Kroatien geboren. 1516 kam er nach Italien und arbeitete in Venedig, Florenz und über einen langen Zeitraum in Rom unter Anleitung des Giulio Romano. Unter anderem kopierte er Kupferstiche Albrecht Dürers.
1523 ging er nach Buda (heute Budapest, Ungarn), wo er bis zu dessen Tod in der Schlacht bei Mohács 1526 in den Diensten des Königs Ludwig II. stand. Nach Italien zurückgekehrt, trat er 1528 in ein Kloster bei Mantua ein, kam aber wegen einer Verletzung zur Pflege in ein Kloster nahe Padua, wo er Girolamo dai Libri kennenlernte, von dem er die Buchmalerei erlernte. 1531 trat er in die Dienste des Kardinals Marino Grimani.
Ab 1539 bis zu seinem Tode stand er in Diensten des Kardinals Alessandro Farnese in Rom, wenngleich er bis 1561 auch im Auftrag verschiedener Adliger Miniaturbilder malte. In seinen letzten Lebensjahren war er ein Förderer des noch jungen Malers El Greco. Clovio war mit zahlreichen Künstlern wie z. B. Michelangelo und Giorgio Vasari befreundet und arbeitete in den 1550er Jahren mit Pieter Bruegel dem Älteren zusammen, als sich dieser in Rom aufhielt.
Er liegt in der Kirche San Pietro in Vincoli in Rom begraben. Giorgio Vasari bezeichnete ihn im Jahr 1568 als den „Michelangelo der Miniaturmalerei“. Sein bedeutendstes Werk ist das Stundenbuch des Kardinals Alessandro Farnese.